# Scorpio maurus
Scorpio maurus je jediný druh rodu Scorpio. Na svém velkém areálu rozšíření vytváří 20 poddruhů.

## Popis
Velikost se pohybuje dle poddruhu mezi 50-60 mm, 60-65 mm nebo mezi 80-100 mm. Barevnost je ještě různorodější. Dle poddruhu může mít zbarvení oranžové, různých odstínů žluté, světle hnědé i hnědo- až šedočerné. Přes tuto rozdílnost nelze tohoto štíra zaměnit s žádným jiným severoafrickým štírem a to hlavně díky mohutným klepetům, které mu vysloužily přezdívku boxer. Díky tomu, že tento štír obývá suché až pouštní oblasti není tak společenský jako velké pralesní druhy ze stejné čeledi jako S. maurus. Mezi jednotlivými štíry z různých poddruhů dochází k silné rivalitě. Tento veleštír je útočný, ale při obraně nepoužívá jed a rychle štípe klepety.

## Poddruhy
Největším poddruhem je S. m. mogadorensis. V Česku se nejčastěji chovají poddruhy S. m. palmatus a S. m. fuscus.

### Scorpio maurus fuscus
Má tmavohnědou až černou barvu. Dorůstá v rámci druhu menších rozměrů. Je nejčastěji chovaným poddruhem v Česku. Vyskytuje se v jižní části Turecka v okolí města Samandagi poblíž hranic se Sýrií. U tohoto poddruhu je nejvhodnějším podkladem zemina bez příměsi písku.

### Scorpio maurus palmatus
Má žluté zbarvení s černými klouby. Český název štír b. zlatý se nepoužívá příliš často. Vyskytuje se v Izraeli a na území Palestinské autonomie.

## Chov
Pro chov je vhodné větší terárium s mnoha úkryty, pro každého štíra minimálně tři. Jelikož tento štír údajně patří mezi hrabavé druhy, je důležité dát na dno alespoň 15 cm vrstvu půdy (s pískem). Terárium musí být suché kromě jednoho vlhkého rohu a také zde nesmí chybět napáječka. Počet mláďat se pohybuje mezi 6 a 15 a jejich odchov je mnohem náročnější než u velkých pralesních štírů čeledi Scorpionidae, trvá déle a je někdy provázen pozastavením vývoje. Při chovu je vhodné střídat denní a noční teplotu.

## Galerie

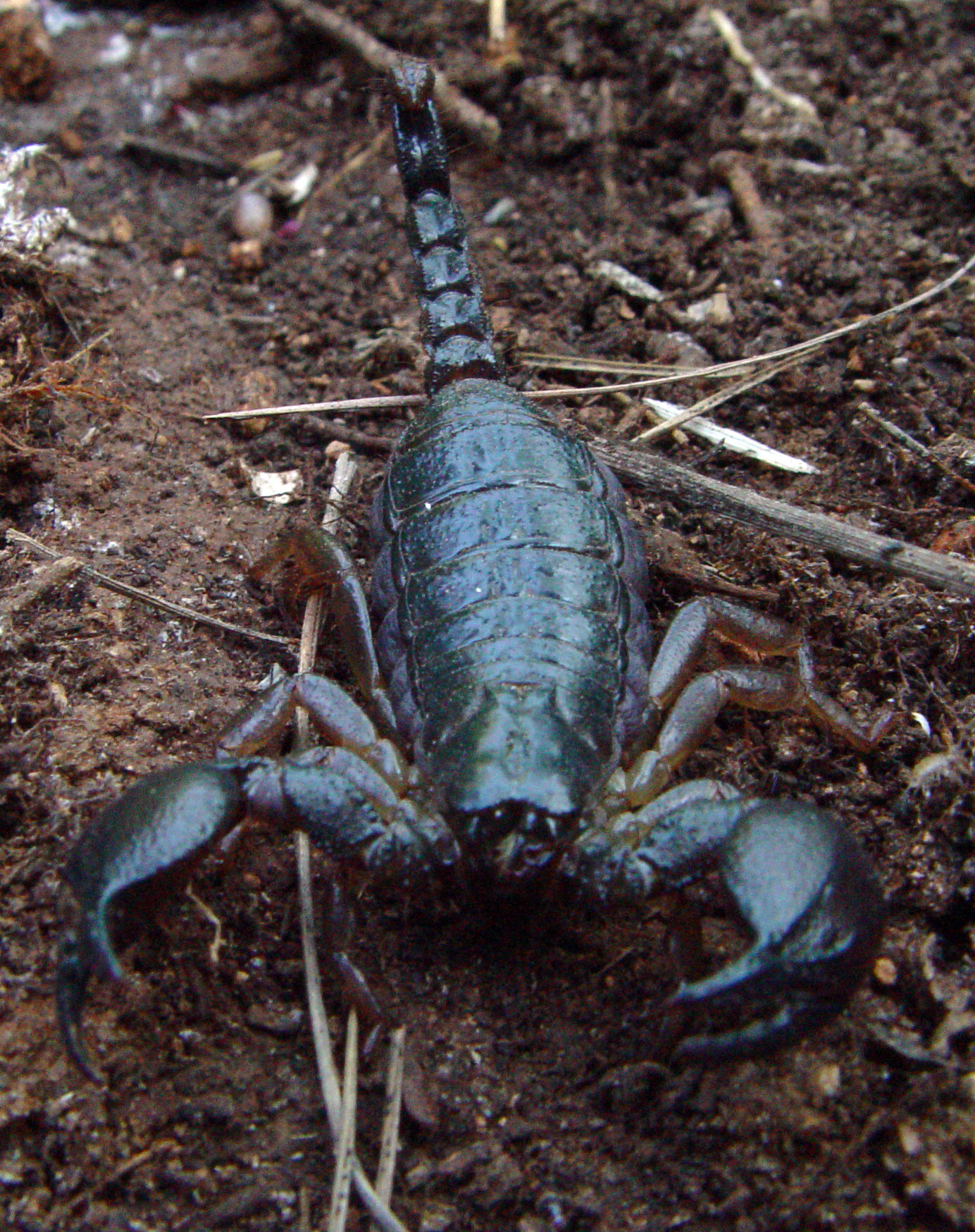
Scorpio maurus fuscus
Scorpio maurus palmatus